# La Ballade de Nessie
Pour plus de détails, voir Fiche technique et Distribution.
La ballade de Nessie est un court métrage d'animation américain, sorti en primeur le 5 mars 2011 au Festival Anima en Belgique, puis le 15 juillet 2011 aux États-Unis, réalisé par les studios Disney présenté en salles avant Winnie l'ourson.

## Synopsis
Nessie, la légendaire monstre du Loch Ness, vit tranquillement dans un petit étang avec son ami McCoinCoin le canard en plastique, jusqu'au jour où un riche Écossais décide de construire un mini-golf sur sa maison. La pauvre Nessie devra se chercher un nouvel endroit où habiter, tout en essayant de se tenir la tête haute.

## Fiche technique
- Titre original [1]: The Ballad of Nessie
- Réalisateur[1] : Stevie Wermers-Skelton et Kevin Deters
- Scénario[1] : Stevie Wermers-Skelton, Regina Conroy et Kevin Deters d'après une histoire originale de Burny Mattinson, Josie Trinidad & Wilbert Plijnaar
  - Animateur : Dale Baer, Andreas Deja, Ruben A. Aquino, Randy Haycock, Mark Henn
  - Nettoyage : Cathleen Brown
  - Effets d'animation : Matthew Manners, Rob Dressel, Michael R. King, Jennifer Yu
- Département éditorial
  - post-production : Brent W. Hall
  - assistant éditeur : Darrian M. James
  - coloriste : Paul Bronkar
- Montage : Jeff Draheim
- Musique[1]: 
  - Compositeur : Michael Giacchino
  - Superviseur musique : Tom MacDougall assisté de Paul Apelgren
- Producteur : Tamara Boutcher et Dorothy McKim
- Directeur de production : Jeremy Costello, James E. Hasman, Bardo S. Ramirez
- Production : Walt Disney Animation Studios
- Distributeur : Walt Disney Studios Motion Pictures
- Date de sortie[1] : 
  - Première mondiale : 5 mars 2011 à Bruxelles (Belgique) lors du Festival Anima
  - Sortie nationale aux  États-Unis : 15 juillet 2011 en avant première de Winnie l'ourson
  - Sortie nationale en  France : 13 avril 2011 en avant premier de Winnie l'ourson
- Format d'image : Couleur
- Son : DTS, Dolby Digital
- Durée : 5 minutes
- Langue : Anglais
- Pays de production :  États-Unis

## Distribution

### Voix originales
- Billy Connolly : Narrateur et tous les autres personnages

### Voix françaises
- François Berland : Narrateur
- Jean-Claude Donda : Tycoon McFrogal et son sbire[2]

### Voix québécoises
- Sylvain Hétu : Narrateur
- Viviane Pacal : Nessie
- Claude Gagnon : Tycoon McFrogal
- Hugolin Chevrette : le sbire de McFrogal

Source : Carton de doublage du DVD.

## Commentaires
- Le style et les décors du court métrage rendent hommage au dessins et à l'art de Mary Blair, une ancienne artiste des studios Disney.